# Luis Redher
Luis Redher (Huaral, 27 de agosto de 1964) es un futbolista peruano que jugaba como mediocampista.

## Trayectoria
Luis Redher inició su carrera jugando por Unión Huaral a los 16 años en verano de 1981 bajo la DT. de Luis Pau, se mantuvo en el cuadro del pelicano hasta 1986, al año siguiente jugó por el Deportivo AELU.
En 1988 fue contratado por el Sporting Cristal obteniendo la Copa Marlboro en USA en el mes de agosto, anotó el último gol en la final ante el Barcelona de Ecuador donde derrotaron al cuadro de Guayaquil por 4-0. 
En enero de 1989 Redher saldría campeón nacional del torneo 1988 donde anotó 9 goles, el más importante fue el gol del triunfo ante Universitario de Deportes 2-1 en la definición del título nacional.
Obtuvo el torneo del Primer Regional el año 1989 siendo el goleador del cuadro celeste con 10 goles, todo ello le sirvió para ser fichado en diciembre por el Real Zaragoza español donde solo jugó 6 partidos y en otras ocasiones jugó en el equipo de reservas. 
A fines del mes de mayo de 1990 fichó nuevamente por Sporting Cristal y, tras un breve paso por Carlos A. Mannucci, terminaría su carrera en el equipo que lo vio nacer: Unión Huaral.
En el 2011 fue asignado asistente técnico interino de Francisco Melgar, entrenador de Sporting Cristal.

## Selección nacional
Fue convocado a la Selección Sub-20 que participó en 1983 en Cochabamba, Bolivia en torneo Juventud de América.

## Clubes
| Club               | País   | Año       |
| ------------------ | ------ | --------- |
| Unión Huaral       | Perú   | 1981-1986 |
| Deportivo AELU     | Perú   | 1987      |
| Sporting Cristal   | Perú   | 1988-1989 |
| Real Zaragoza      | España | 1989-1990 |
| Sporting Cristal   | Perú   | 1990      |
| Unión Huaral       | Perú   | 1991-1993 |
| Carlos A. Mannucci | Perú   | 1994      |
| Unión Huaral       | Perú   | 1995      |

## Palmarés

### Campeonatos nacionales
| Título           | Club             | País | Año  |
| ---------------- | ---------------- | ---- | ---- |
| Primera División | Sporting Cristal | Perú | 1988 |